# Buchwaldite
La buchwaldite è un minerale.